# Glyphodiscus pentagonalis
Glyphodiscus pentagonalis är en sjöstjärneart som beskrevs av Mah 2005. Glyphodiscus pentagonalis ingår i släktet Glyphodiscus och familjen ledsjöstjärnor. Inga underarter finns listade i Catalogue of Life.